# Малые Ключи (Самарская область)
Ма́лые Ключи́ — посёлок в Сергиевском районе Самарской области. Входит в состав сельского поселения Красносельское.

## История
В 1973 году указом Президиума Верховного Совета РСФСР посёлок отделения № 2 совхоза «Красный» переименован в Малые Ключи.

## Население
| 2008 | 2010 |
| ---- | ---- |
| 89   | ↗97  |